# Podej mi ruku...
Podej mi ruku… je šesté studiové album Václava Neckáře a kapely Bacily, které bylo vydáno v roce 1980 ve vydavatelství Supraphon. Album obsahuje deset skladeb, ovšem píseň „Óda na Prahu“ s textem Jiřího Suchého neprošla cenzurou úředníků. Původně album mělo nést název Podej mi ruku (a projdem Václavák), nakonec kvůli nevoli úřadů ke slangovému označení Václavského náměstí byl název zkrácen.
Na straně A jsou čtyři písně převzaté od skupiny Saze. Tyto písně měly původně vyjít na LP desce skupiny Saze, ale vydání této desky tehdy neprošlo.
| Strana A | Strana A            | Strana A    | Strana A                   | Strana A |
| Pořadí   | Název               | Hudba       | Text                       | Délka    |
| -------- | ------------------- | ----------- | -------------------------- | -------- |
| 1.       | Praha               | Jiří Burian | Ivo Marek, Jiří Burian     | 3:41     |
| 2.       | Město               | Milan Tesař | Eduard Krečmar             | 3:07     |
| 3.       | Luisa               | Jiří Burian | Jan Nádvorník              | 6:53     |
| 4.       | Celuloidové příběhy | Jiří Burian | Ivo Marek, Jiří Burian     | 4:04     |
| 5.       | Bylo ráno           | Jiří Burian | Jan Nádvorník, Jiří Burian | 3:55     |

| Strana B | Strana B                         | Strana B         | Strana B             | Strana B |
| Pořadí   | Název                            | Hudba            | Text                 | Délka    |
| -------- | -------------------------------- | ---------------- | -------------------- | -------- |
| 6.       | Podej mi ruku a projdem Václavák | Jan Neckář       | Michael Prostějovský | 4:55     |
| 7.       | Soumrak je hříšný básník         | Jindřich Brabec  | Michael Prostějovský | 4:50     |
| 8.       | V Krkonoších je krásně           | Jindřich Vobořil | Michal Bukovič       | 1:54     |
| 9.       | Dům na prodej                    | Petr Hapka       | Zdeněk Rytíř         | 5:01     |
| 10.      | Báseň skoro na rozloučenou       | Jan Neckář       | Václav Hrabě         | 4:48     |

| Skladby navíc na cd z roku 2006 | Skladby navíc na cd z roku 2006 | Skladby navíc na cd z roku 2006 | Skladby navíc na cd z roku 2006 | Skladby navíc na cd z roku 2006 |
| Pořadí                          | Název                           | Hudba                           | Text                            | Délka                           |
| ------------------------------- | ------------------------------- | ------------------------------- | ------------------------------- | ------------------------------- |
| 11.                             | Óda na Prahu                    | Václav Neckář                   | Jiří Suchý                      | 1:34                            |
| 12.                             | Motýlek                         | Leoš Kosek                      | Jaroslav Šprongl                | 3:22                            |
| 13.                             | Václava mám nejradši            | Jiří Burian                     | Jiří Burian                     | 1:56                            |